# Vila do Touro
Vila do Touro es una freguesia portuguesa del concelho de Sabugal, con 22,46 km² de superficie y 299 habitantes (2001). Su densidad de población es de 13,3 hab/km².